# Vincent Audren de Kerdrel
Pour les autres membres de la famille, voir Famille Audren de Kerdrel.
Vincent Paul Marie Casimir Audren de Kerdrel, né à Lorient le 27 septembre 1815 et mort à Paris 7e le 21 décembre 1899, est un historien et homme politique français.

## Biographie

### Famille et formation
Petit-fils de Vincent Marie Casimir Audren de Kerdrel, Vincent Audren de Kerdrel est le fils de Casimir Audren de Kerdrel, capitaine de frégate, maire de Lorient, et d'Adèle Esnoul des Châtelets.
Il épouse la sœur d'Anselme Nouvel de La Flèche.
Il est élève de l'École royale des chartes jusqu'en 1846, date à laquelle il obtient le diplôme d'archiviste paléographe.

### Carrière politique

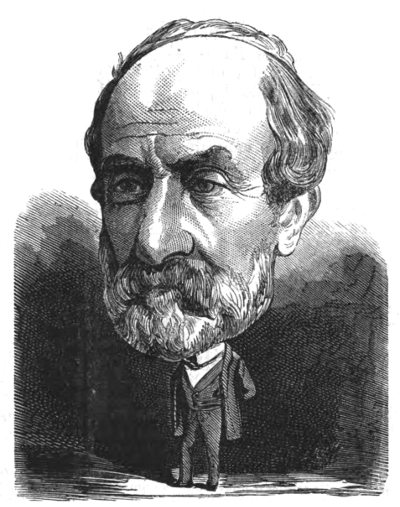
Portrait paru dans Le Trombinoscope de Touchatout en 1872.

Vincent Audren de kerdrel débute dans la politique comme rédacteur en chef du Journal de Rennes, organe légitimiste. La Révolution de février 1848 le trouve à ce poste de combat.
Il est élu député d'Ille-et-Vilaine en 1848 et en 1849, député de la circonscription Vitré-Fougères en 1852, député du Morbihan en 1871 puis sénateur de 1876 à 1899.

#### Mandats à l'Assemblée nationale ou à la Chambre des députés
- Sous la deuxième République, il est élu à l'Assemblée nationale constituante du 23 avril 1848 au 26 mai 1849 représentant de l'Ille-et-Vilaine[2],
- Du 13 mai 1849 au 2 décembre 1851, il est élu à l'Assemblée nationale législative (Deuxième République) représentant de l'Ille-et-Vilaine[2],
- Sous le second Empire, il est élu à la Ire Législature du 29 février 1852 au 29 mai 1852 représentant de l'Ille-et-Vilaine[2], circonscription Vitré-Fougères,
- Il est élu à l'Assemblée nationale du 8 février 1871 au 7 mars 1876 représentant du Morbihan[2].
- En 1871, il est à l'origine de la Commission de Kerdrel[3].
- En 1874, il fait partie de la Commission des Trente.
- En 1876, il participe à la cérémonie de transmission des pouvoirs au palais de Versailles dans le salon Louis XIV[4],[5].

#### Mandats au Sénat ou à la Chambre des pairs
- Élu Sénateur du 30 janvier 1876 au 4 janvier 1879[6],
- Élu Sénateur du 5 janvier 1879 au 4 janvier 1888[6],
- Élu Sénateur du 5 janvier 1888 au 2 janvier 1897[6],
- Élu Sénateur du 3 janvier 1897 au 21 décembre 1899[6].

La commission des Trente présidée par Batbie, en mars 1874, réunie dans une des salles du Musée de Versailles, vice-président De Talhouët, d'après un dessin de G. Janet et un croquis de Pelcoq gravure Amédée Daudenarde.

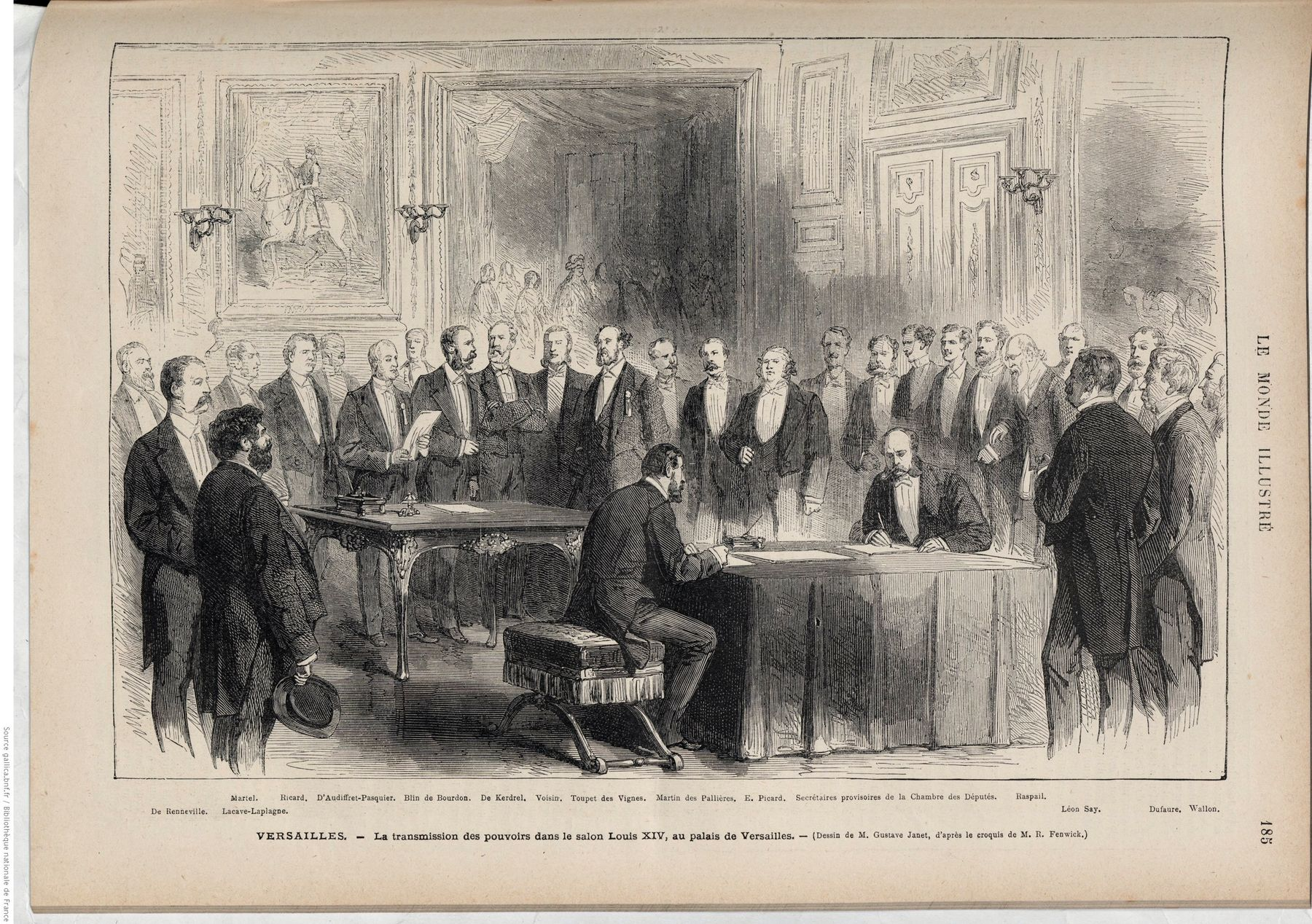
Versailles - en mars 1876 - La transmission des pouvoirs dans le salon Louis XIV, au palais de Versailles.

### Expulsions du couvent des Jésuites de la rue de Sèvres (30 juin 1880)
- En réponse au décret concernant l'Expulsion des congrégations (1880) des Jésuites de leurs établissements en France, le 30 juin 1880, Vincent Paul Marie Casimir Audren de Kerdrel fait partie de la trentaine de parlementaires de droite qui s'oppose aux commissaires aux délégations judiciaires Clément et Dulac venus expulser les Jésuites de leur couvent[7] du 33 de la rue de Sèvres à Paris.

### L'affaire Dreyfus
- Durant l'Affaire Dreyfus, Vincent Audren de Kerdrel, homme de droite et royaliste est antidreyfusard[8]. Il est hostile à la révision du procès du capitaine Alfred Dreyfus [9].
- Le 1er mars 1899, au Sénat, Vincent Audren de Kerdrel, vote la loi de dessaisissement dans l'Affaire Dreyfus[10],[11].
- Le 3 juin 1899, la Cour de cassation (France), toutes chambres réunies annule et casse le jugement du 22 décembre 1894[12] qui condamnait le capitaine Dreyfus, à l'unanimité, à la peine de déportation dans une enceinte fortifiée et à la dégradation militaire[13].

### Autres activités
Il est secrétaire, puis président de la société savante l'Association bretonne.

### Hommages
En Bretagne, au moins quatre rues portent son nom.